# سينت أنطونيس
سينت أنطونيس Sint Antonis  بلدية وبلدة بمقاطعة شمال برابنت، جنوبي هولندا.

## طوبوغرافيا
خريطة طوبوغرافية هولندية لبلدية سينت أنطونيس، يونيو 2015، (تقرأ بعد ثلاث نقرات على الخريطة).